# Bardaskan
Pronunciação
Bardaskan é uma cidade capital do Condado de Bardaskan. Sua população é de 23,142 ..